# 鷹匠裕
鷹匠 裕（たかじょう ゆたか、1956年7月1日 - ）は日本の小説家。2019年1月時点では東京大学大学院情報学環教育部、群馬県立女子大学の非常勤講師も務めている。
兵庫県生まれ。東京大学文学部卒、同新聞研究所（現・大学院情報学環）修了。大手広告代理店においてコピーライター、ＣＭディレクター、デジタル関連会社経営職などの職務を経て、文筆業に入る。2012年、『ファイター・ビズ』で第4回城山三郎経済小説大賞（ダイヤモンド社主催）最終候補。審査員の内、幸田真音は「確固としたテーマを力強い筆致で描いた」「独創的で具体的なイメージを喚起させる場面展開や描写のテクニックは、今後に大いに期待が持てる」（選評より）として大賞に推したが、他の審査員が別候補作品を強く推したため、大賞受賞は逃した。2016年、『オートマチック』で第2回藤本義一文学賞・特別賞受賞。
2018年9月、『帝王の誤算ー小説 世界最大の広告代理店を作った男－』（KADOKAWA）で書き下ろしデビュー。
2021年1月、書き下ろし第二作となる『ハヤブサの血統』（KADOKAWA）を上梓。米国から押し付けられた航空自衛隊の次期主力戦闘機を欠陥機を調達中止し、日本主導の国産化に転ずる近未来とその行く末を予見して書いたことで注目された。
2024年8月、第三作となる『聖火の熱源』（双葉社）を上梓。オリンピックの将来像について大胆な予想と提案を展開。ロサンゼルスの大自然災害を予告している。
2024年3月より『紀伊民報』で『愚図の英断ー小説・第46代首相　片山哲ー』を2025年1月まで連載。「グズ哲」とあだ名される日本初の社会党首相にしてクリスチャン首相・片山哲に小説として初めて光を当て直した。2025年6月末、笠間書院より単行本として発刊された。